# كورنيليوس غيليام
كورنيليوس غيليام هو سياسي أمريكي، ولد في 13 أبريل 1798 في مقاطعة بونكوم في الولايات المتحدة، وتوفي في 24 مارس 1848 في إقليم أوريغون ‏ في الولايات المتحدة. انتخب عضو مجلس ولاية ميزوري ‏.